# Štefan Gürtler (fotbalista)
Štefan Gürtler (5. října 1923, Prievidza – 24. února 2015, Prievidza) byl slovenský fotbalista, útočník.

## Fotbalová kariéra
V československé lize hrál za ŠK Bratislava. Dal 3 ligové góly. Dále hrál i za ŠK Prievidza, ŠK Žilina a OAP Bratislava.

## Ligová bilance
| Ročník                     | Zápasy | Góly | Klub          |
| -------------------------- | ------ | ---- | ------------- |
| Státní liga 1945/46        | -      | 2    | ŠK Bratislava |
| Státní liga 1947/48        | -      | 1    | ŠK Bratislava |
| Československá liga CELKEM | -      | 3    |               |